# エキセドリン

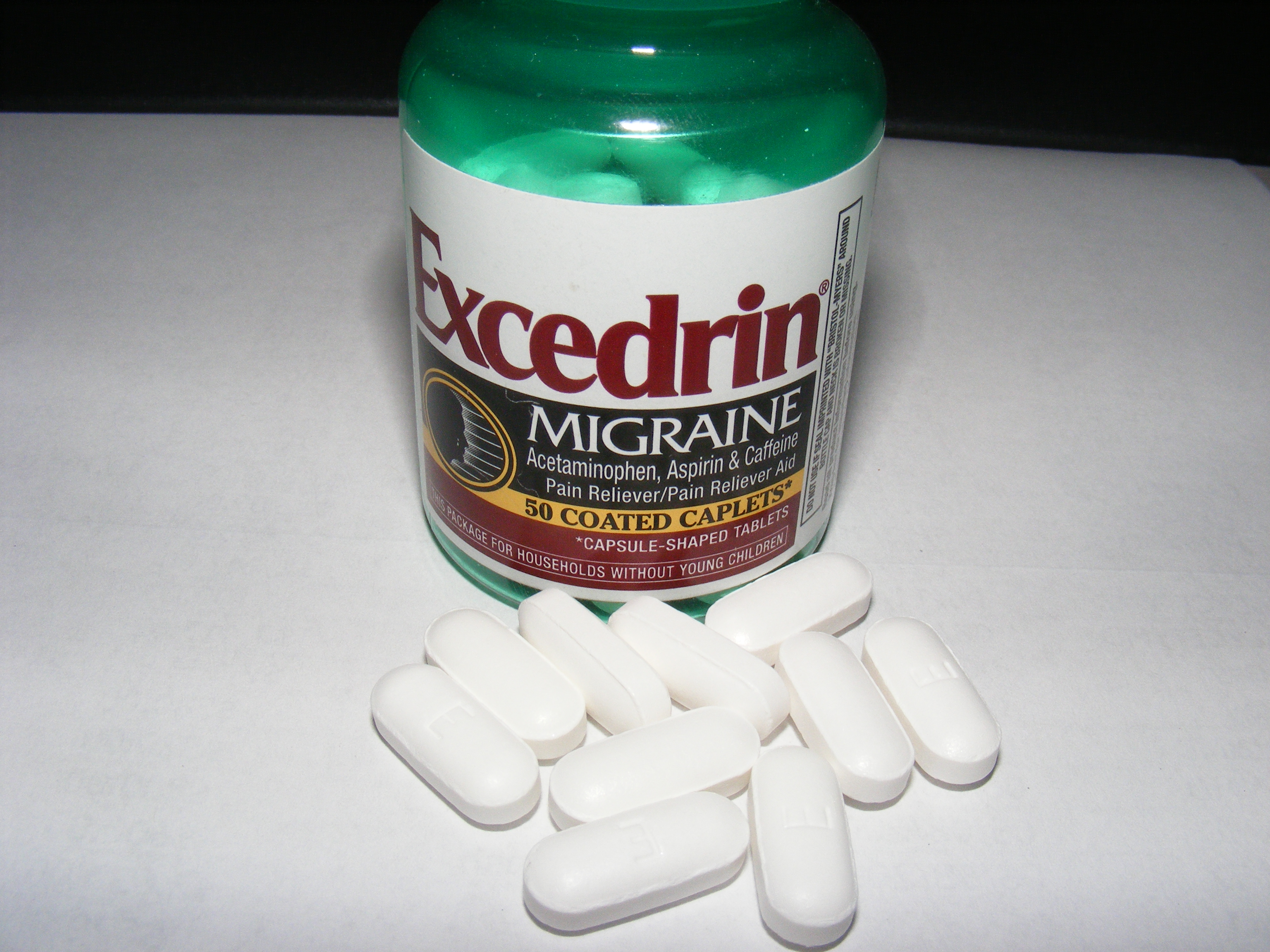
エキセドリンの錠剤

エキセドリン（英: Excedrin）は、イギリスのヘイリオンが製造・販売する市販解熱鎮痛剤の商品名。1960年に当時のブリストル・マイヤーズにより製造・販売が開始された。世界的な製薬業界の再編により製造・販売元は変遷し、2022年6月より、グラクソ・スミスクラインのコンシューマ事業が独立したヘイリオンが受け持っている。
日本では、2005年にブリストル・マイヤーズ スクイブがノバルティスにコンシューマ事業を譲渡した事を受け、2007年にライオンがアジア(中国を除く)とオセアニア地域における商標権を取得し、商品展開している。

## 日本国内での製品ラインナップ
全製品眠くなる成分（鎮静成分）が含まれていない。また、15歳未満の小児の服用は禁忌である（ライ症候群の原因となると考えられているアセチルサリチル酸が含まれているため）。
また、「バファリン」シリーズ同様に有効成分が異なる製品が複数存在するため、添付文書には、有効成分が異なる製品があることと、相談の際は配合されている有効成分名を伝えるように指示されていることが明記されている（2016年1月の仕様変更で「エキセドリンA錠」と「エキセドリンカプセル」の添付文書にも同様の内容が明記されるようになった）。
なお、カプセルタイプの「エキセドリンカプセル」は「エキセドリンA錠」への統合のため2019年3月に、ロキソプロフェンナトリウム水和物製剤（日本薬局方 ロキソプロフェンナトリウム錠）の「エキセドリンLOX」は同様の製剤である「バファリンEX」へ統合のため2020年2月に順次製造終了となった。
- エキセドリンA錠【指定第2類医薬品】
- エキセドリンプラスS【指定第2類医薬品】 - 2016年10月発売。「エキセドリンA錠」の処方にアリルイソプロピルアセチル尿素と乾燥水酸化アルミニウムゲルを加えた製品。発売当初は販売エリアが九州地方及び沖縄県に限定されていたが、2018年3月に全国に拡大された。